# Llista de Creus de Sant Jordi/1989
Informació actualitzada per un bot. Els canvis manuals es perdran quan s'actualitzi!
| Persona                 | Wikidata  | Descripció        | Ocupació   | Imatge |
| ----------------------- | --------- | ----------------- | ---------- | ------ |
| Ernest Dethorey i Camps | Q16190714 | periodista català | periodista |        |